# Chirothrips crassus
Chirothrips crassus är en insektsart som beskrevs av Harold R. Hinds 1902. Chirothrips crassus ingår i släktet Chirothrips och familjen smaltripsar. Inga underarter finns listade i Catalogue of Life.